# Шрек срећан заувек
Шрек срећан заувек (енгл. Shrek Forever After), често називан и као Шрек: Последње поглавље у три димензије (Shrek: The Final Chapter in 3D) је анимирани филм режисера Мајка Мичела из 2010. године. Четврти је филм у истоименом серијалу и наставак је филма Шрек 3 (2007). Сценарио су написали Џош Клаузнер и Дарен Лемки, док Мајк Мајерс, Еди Марфи, Камерон Дијаз, Антонио Бандерас, Џули Ендруз и Џон Клиз репризирају своје улоге из претходних филмова, а Волт Дорн се појављује у новој улози, Румпелстилскина. Прича прати Шрека који сада живи као породични човек без приватности и који чезне за данима када су га се људи плашили. Румпелстилтскин га превари у потписивању уговора који доводи до катастрофалних последица.
Филм је рађен на основу текста Тима Саливана под насловом Шрек долази по четврти пут, али су га Дарен Лемки, Џош Клаузнер и редитељ Мајк Мичел променили. Прве информације о пројекту су објавили 23. фебруара 2009. Филм је премијерно приказан на Трајбека филмском фестивалу 21. априла 2010, док је у Сједињеним Државама реализован 21. маја исте године. Као и свој претходник, добио је помешане критике од стране критичара, али зарадио је преко 752 милиона долара широм света, што га чини петим најуспешнијим филмом из 2010. године. Наставак, Шрек 5, биће премијерно приказан 2027. године.

## Радња филма
Шрек је постао омиљен међу својим пријатељима, али му је то и досадило јер га се више нико не боји као баука. На прослави рођенданске журке своје деце побеснео је и рекао Фиони да би више волео да је није спасао. Наилази на преваранта и варалицу Стилског и он му препоручује да с њим потпише уговор (људи ће га се поновно бојати, али Стилски му узима један дан из детињства). Одмах након потписивања уговора свет улази у вртлог и Шрек пада. Наилази на село где поново ужива јер га се људи боје. Међутим, наилази до своје родне мочваре која је сва запуштена — као да нико никада није био ту. Покушава да пажљивије прочита уговор, али долазе вештице, нападају га и заробљавају, потом доводе код Стилског у дворац на запрези коју је вукао некада Шреков пријатељ, Магарац; Шрек покушава да прича са Магарцем као са другом, али он се понаша као да га никад није видео. Када долазе у дворац, Стилски му објашњава да је узео дан његовог рођења, тако да Шрек није ни постојао док је требало да спасе Фиону из замка и Фионини родитељи потписали су да се ослободе мука да би спасили своју ћерку, па је учинио да буквално нестану. Стилски објашњава Шреку да има времена да живи још до пре свитања следећег дана, јер није ни рођен. 
Шрек схвативши то успева да побегне, заједно са Магарцем. Магарац је уз помоћ оригамија на уговору показао Шреку шта треба да уради — пољуби праву љубав, да би га поништио. Идући тако, Магарац наилази на предиван колач насред шуме. Није могао одолети, а да га не проба. Наравно, упао је у замку. Шрек је пошао за њим и стигли су у град баука (Огреград). Други бауци су лепо примили Шрека. Тамо он ту среће и своју жену, Фиону. Испричао јој је да јој је муж, али она је мислила да је луд јер га никад није видела. Шрек покушава да је пољуби, али не успева. Тада среће Мачка у чизмама, који се много угојио и није личио на себе. У међувремену, Стилски тражи плаћеног убицу и долази Фрулаш. Он је својом свирком могао да натера различита бића да невољно плешу. 
Фиона сазнаје да код њих долази кочија са Стилским и његовим патком, па организује све бауке да направе заседу. Требало је се крену на Фионин знак. Међутим, у тренутку када је долазила кочија, Шрек је Фиону покушавао да примоли да га пољуби, па јој је испричао шта све она воли да ради, не би ли му поверовала да су они заиста у браку. Зато није дала знак на време, али бауци су напали и без знака. Успоставило се да у кочији није био Стилски, него Фрулаш. Одједном су сви бауци заплесали када је Фрулаш почео да свира. Мало је фалило да Шрек и Фиона буду одведени код Стилског, али су их Мачак у чизмама и Магарац спасли тако што су их колицима отргли ван домета фруле. Шрек је тада успео да убеди Фиону да га пољуби, али није успео да се врати у свој свет јер га она тада није волела. Сви остали бауци су били одведени код Стилског у дворац и Фиона је кренула за њима да им помогне. 
Шрек и Магарац су стигли у град код Стилског и дознали су од Колачића да Стилски нуди Животни уговор са оним ко преда Шрека. Зато се Шрек сам предаје и добија прилику да му се оствари било шта што би пожелео. Желео је да Стилски ослободи све бауке. То се и догодило, али су Шрек и Фиона остали заробљени, јер Фиона није у потпуности била баук. Магарац и Мачак у чизмама улећу у дворац и брзо ослобађају Шрека и Фиону, а и сви бауци улазе у замак и заробљавају Стилског. Почињала је зора и Шрек је почео да физички нестаје због свог уговора са Стилским. У последњем тренутку, Фиона је пољубила Шрека и одједном све поново улази у вртлог као на почетку филма и филм се враћа на сцену када је Шрек био на прослави рођенданске журке. Овога пута је другачије поступио и није ишао код Стилског, тако да су заувек живели срећно.

## Гласови
| Глумац            | Улога                          |
| ----------------- | ------------------------------ |
| Мајк Мајерс       | Шрек                           |
| Еди Марфи         | Магарац                        |
| Камерон Дијаз     | Принцеза Фиона                 |
| Антонио Бандерас  | Мачак у чизмама                |
| Волт Дорн         | Румпелстилскин                 |
| Џули Ендруз       | Краљица Лилијан                |
| Џастин Тимберлејк | Артур Пендрагон                |
| Ејми Полер        | Снежана                        |
| Маја Рандолф      | Златокоса                      |
| Еми Седерис       | Пепељуга                       |
| Чери Отери        | Успавана лепотица              |
| Конред Вернон     | Џинџербред Ман                 |
| Арон Ворнер       | Велики зли вук                 |
| Кристофер Најтс   | Миш који је слеп               |
| Коди Камерон      | Пинокио, Три прасета           |
| Крис Милер        | Магично Огледало               |
| Џон Литгоу        | Лорд Фарквад                   |
| Џон Хам           | Броган Огре                    |
| Џон Красински     | сер Ланселот                   |
| Крејг Робинсон    | Колачић                        |
| Кристен Шал       | Алиса                          |
| Риџис Филбин      | Мејбел, ружна сестра по маћехи |
| Лари Кинг         | Дорис, ружна сестра по маћехи  |

### Српске улоге
| Име лика        | Име глумца        |
| --------------- | ----------------- |
| Шрек            | Драган Вујић      |
| Фиона           | Аница Добра       |
| Магарац         | Радован Вујовић   |
| Мачак у чизмама | Борис Миливојевић |
| Румплестилскин  | Горан Јевтић      |